# Journal of Pragmatics

O Journal of Pragmatics é um periódico mensal revisado por pares, cobrindo o subcampo linguístico da pragmática. Foi publicado e foi criado em 1977 por Jacob L. Mey (na época Universidade Odense) e Hartmut Haberland (Universidade de Roskilde). Os editores-chefe são Michael Haugh (Universidade de Queensland) e Marina Terkourafi (Universidade de Leiden). Os editores-chefes anteriores foram Jonathan Culpeper (Universidade de Lancaster; 2009-2014) e Neal R. Norrick (Universidade do Sarre; 2010-2016). De acordo com o Journal Citation Reports, a revista tem um fator de impacto para 2017 de 1,039.